# Смильгис, Эдуард Янович
Эдуард Янович Сми́льгис (латыш. Eduards Smiļģis; 1886—1966) — латвийский и советский актёр, театральный режиссёр. Народный артист СССР (1948).

## Биография
Эдуард Смильгис родился 10 (22) ноября 1886 года (по другим источникам — 23 ноября) в Риге.
С 1906 года выступал в полупрофессиональных спектаклях. С 1911 года — актёр Нового Рижского театра, в 1915—1919 — Нового Латышского театра в Петрограде. Часть труппы этого театра вошла в состав 6-го Латышского стрелкового полка, где Смильгис принимал участие в создании театра, именовавшегося Коммунистическим.
В 1920—1964 годах — один из организаторов, актёр, первый главный режиссёр, художественный руководитель рижского театра «Дайлес» (с 1940 (с перерывом на годы ВОВ) — Художественный театр Латвийской ССР им. Я. Райниса). Для большинства его постановок характерны монументальность, героико-романтическая направленность, ясность сценической интерпретации, яркая театральность. Сотрудничал с режиссёром, народной артисткой Латвийской ССР Ф. Эртнере.
Эдуард Смильгис умер 19 апреля 1966 года в Риге. Похоронен на кладбище Райниса.
Именем Э. Смильгиса названа улица в Риге, на которой он жил, а в его доме разместился театральный музей.

## Награды и звания
- Народный артист Латвийской ССР (1947)
- Народный артист СССР (1948)
- Сталинская премия второй степени (1947) — за постановку спектакля «Огонь и ночь» Я. Райниса
- Офицер ордена Трёх звёзд
- Командор ордена Трёх звёзд (1937)
- Орден Ленина (1947)
- Два ордена Трудового Красного Знамени (в т. ч. 1956)
- Орден «Знак Почёта» (1946)
- Медали

## Творчество

### Актёрские работы

#### Новый Рижский театр
- 1912 — «Индулис и Ария» Я. Райниса — Индулис
- 1913 — «Огонь и ночь» Я. Райниса — Лачплесис
- 1914 — «Юдифь» К. Хеббеля — Олоферн
- 1914 — «Воители в Хельгеланде» Г. Ибсена — Эрнульф

#### Театр «Дайлес»
- 1921 — «Пер Гюнт» Г. Ибсена — Пер Гюнт
- 1921 — «Гамлет» У. Шекспира — Гамлет
- 1922 — «Свадьба Фигаро» П. Бомарше — Фигаро
- 1922 — «Отелло» У. Шекспира — Отелло
- 1922 — «Заговор Фиеско в Генуе» Ф. Шиллера — Фиеско
- 1926 — «Эрнани» В. Гюго — Эрнани
- 1926 — «Играл я, плясал» Я. Райниса — Тотс
- 1928 — «Дон Карлос» Ф. Шиллера — Дон Карлос
- 1933 — «Иеста Бьерлинг» С. Лагерлёф — Иеста Бьерлинг
- 1933 — «Иосиф и его братья» Я. Райниса — Иосиф
- 1934 — «Юлий Цезарь» У. Шекспира — Юлий Цезарь
- 1939 —"Укрощение строптивой" У. Шекспира — Петруччо
- 1939 — «Пер Гюнт» Г. Ибсена — Пер Гюнт
- 1940 — «Фауст» И. Гёте

### Режиссёрские работы
- 1921 — «Гамлет» У. Шекспира
- 1923 — «Много шума из ничего» У. Шекспира
- 1926 — «Играл я, плясал» Я. Райниса
- 1926 — «Эрнани» В. Гюго
- 1928 — «Вильгельм Телль» Ф. Шиллера
- 1930 — «Дом трёх дочерей» (музыка Шуберта, либретто А. Вильнера и Рейхерта)
- 1933 — «Иосиф и его братья» Я. Райниса
- 1939 — «Пер Гюнт» Г. Ибсена
- 1940 — «Фауст» И. Гёте
- 1946 — «Егор Булычов и другие» М. Горького
- 1946 — «За тех, кто в море» Б. Лавренёва
- 1947 — «Огонь и ночь» Я. Райниса
- 1949 — «Дубровский» по А. Пушкину
- 1949 — «Анна Каренина» по Л. Толстому
- 1952 — «Любовь Яровая» К. Тренёва
- 1949 — «Ромео и Джульетта» У. Шекспира
- 1949 — «Цветущая пустыня» А. Упита
- 1956 — «Мария Стюарт» Ф. Шиллера
- 1956 — «Играл я, плясал» Я. Райниса
- 1959 — «Гамлет» У. Шекспира
- 1960 — «Война и мир» по Л. Толстому
- 1962 — «Илья Муромец» Я. Райниса
- 1964 — «Оптимистическая трагедия» В. Вишневского

### Роли в кино
- 1922 — Психея —  Акментиньш